# Transworld Skateboarding
Transworld Skateboarding (TWS) is een skateboard-tijdschrift. Het is eigendom van Time4 Media.

## Geschiedenis
Het is opgericht in 1983 en was een reactie op Thrasher Magazine. Het begon met publiceren onder leiding van Larry Balma, eigenaar van Tracker Trucks, en Peggy Cozens.
Het tijdschrift kreeg in 1984 een nieuwe directeur: David Carson. Hij bleef bij TWS tot 1991.
Het tijdschrift werd in 1997 verkocht aan Times Mirror. In 2000 veranderde het weer van eigenaar, omdat het werd verkocht aan AOL Time Warner. In het einde van 2001 zat er een extra bij het blad, een software-cd, waarmee je 1.000 uur gratis kon internetten via AOL.
Op 12 september 2006 werd het tijdschrift verkocht aan Time4 Media, waar het tegenwoordig nog steeds eigendom van is.

## Tegenwoordig
Het tijdschrift en de website Skateboarding.com staan onder leiding van Skin Phillips, Eric Stricker en Carleton Curtis. Met meer dan 60% van het marktaandeel is TWS het grootste skateboard-tijdschrift ter wereld.

## Video's
- Uno (1996)
- 4 Wheel Drive (1996)
- Greatest Hits (1997)
- Cinematographer(1997)
- Interface (1997)
- The Sixth Sense (1998)
- Transmission 7 (1999)
- Feedback (1999)
- The Reason (1999)
- Modus Operandi (2000)
- i.e. (2000)
- Anthology (2000)
- Sight Unseen (2001)
- Videoradio (2001)
- In Bloom (2002)
- Free Your Mind (2003)
- Show Me the Way (2004)
- Subtleties (2005)
- First Love (2005)
- A Time To Shine (2006)
- Let's do this (2007)